# Shaghik
Shaghik là một đô thị thuộc tỉnh Shirak, Armenia. Dân số ước tính năm 2011 là 125 người.